# Gio Mỹ
Gio Mỹ là một xã cũ thuộc huyện Gio Linh, tỉnh Quảng Trị, Việt Nam.
Xã Gio Mỹ có diện tích 29,9 km², dân số năm 1999 là 5.217 người, mật độ dân số đạt 174 người/km².

## Lịch sử
Ngày 16 tháng 6 năm 2025, Ủy ban Thường vụ Quốc hội ban hành Nghị quyết số 1680/NQ-UBTVQH15 về việc sắp xếp các đơn vị hành chính cấp xã của tỉnh Quảng Trị năm 2025. Theo đó, sắp xếp toàn bộ diện tích tự nhiên, quy mô dân số của thị trấn Gio Linh, xã Gio Quang, xã Gio Mỹ, xã Phong Bình thành xã mới có tên gọi là xã Gio Linh.

## Hành chính
Xã Gio Mỹ được chia thành 6 thôn: An Mỹ, Cẩm Phố, Lại An, Nhĩ Thượng, Phước Thị, Thanh Khê.